# Figarol
Figarol – miejscowość i gmina we Francji, w regionie Oksytania, w departamencie Górna Garonna.
Według danych na rok 1990 gminę zamieszkiwało 195 osób, a gęstość zaludnienia wynosiła 17 osób/km² (wśród 3020 gmin regionu Midi-Pyrénées Figarol plasuje się na 868. miejscu pod względem liczby ludności, natomiast pod względem powierzchni na miejscu 982.).